# Le Fresne-Poret
Le Fresne-Poret és un municipi francès situat al departament de la Manche i a la regió de Normandia. L'any 2007 tenia 234 habitants.

## Demografia

### Població
El 2007 la població de fet de Le Fresne-Poret era de 234 persones. Hi havia 92 famílies de les quals 28 eren unipersonals (20 homes vivint sols i 8 dones vivint soles), 28 parelles sense fills, 32 parelles amb fills i 4 famílies monoparentals amb fills.
La població ha evolucionat segons el següent gràfic:
Habitants censats

### Habitatges
El 2007 hi havia 133 habitatges, 97 eren l'habitatge principal de la família, 26 eren segones residències i 10 estaven desocupats. Tots els 132 habitatges eren cases. Dels 97 habitatges principals, 63 estaven ocupats pels seus propietaris, 31 estaven llogats i ocupats pels llogaters i 3 estaven cedits a títol gratuït; 2 tenien una cambra, 10 en tenien dues, 25 en tenien tres, 29 en tenien quatre i 31 en tenien cinc o més. 83 habitatges disposaven pel capbaix d'una plaça de pàrquing. A 42 habitatges hi havia un automòbil i a 45 n'hi havia dos o més.

### Piràmide de població
La piràmide de població per edats i sexe el 2009 era:
| Homes | Edats   | Dones |
| ----- | ------- | ----- |
| 0     | 95 o +  | 0     |
| 4     | 90 a 94 | 4     |
| 0     | 85 a 89 | 4     |
| 4     | 80 a 84 | 0     |
| 4     | 75 a 79 | 4     |
| 0     | 70 a 74 | 12    |
| 8     | 65 a 69 | 4     |
| 12    | 60 a 64 | 8     |
| 12    | 55 a 59 | 4     |
| 8     | 50 a 54 | 16    |
| 4     | 45 a 49 | 8     |
| 0     | 40 a 44 | 0     |
| 12    | 35 a 39 | 8     |
| 20    | 30 a 34 | 4     |
| 8     | 25 a 29 | 8     |
| 12    | 20 a 24 | 16    |
| 0     | 15 a 19 | 0     |
| 8     | 10 a 14 | 8     |
| 4     | 5 a 9   | 4     |
| 0     | 0 a 4   | 12    |

## Economia
El 2007 la població en edat de treballar era de 148 persones, 103 eren actives i 45 eren inactives. De les 103 persones actives 98 estaven ocupades (57 homes i 41 dones) i 5 estaven aturades (2 homes i 3 dones). De les 45 persones inactives 25 estaven jubilades, 9 estaven estudiant i 11 estaven classificades com a «altres inactius».

### Ingressos
El 2009 a Le Fresne-Poret hi havia 92 unitats fiscals que integraven 218 persones, la mediana anual d'ingressos fiscals per persona era de 13.924 €.

### Activitats econòmiques
Dels 8 establiments que hi havia el 2007, 1 era d'una empresa alimentària, 2 d'empreses de comerç i reparació d'automòbils, 2 d'empreses d'hostatgeria i restauració, 2 d'empreses de serveis i 1 d'una empresa classificada com a «altres activitats de serveis».
Dels 2 establiments de servei als particulars que hi havia el 2009, 1 era una perruqueria i 1 restaurant.
Dels 2 establiments comercials que hi havia el 2009, 1 era una botiga de més de 120 m² i 1 una botiga de menys de 120 m².
L'any 2000 a Le Fresne-Poret hi havia 36 explotacions agrícoles que ocupaven un total de 1.092 hectàrees.

## Poblacions més properes
El següent diagrama mostra les poblacions més properes.